# 瀬戸山隆三
瀬戸山 隆三（せとやま りゅうぞう、1953年9月18日 - ）は、日本の元プロ野球球団経営者。大阪府大阪市出身（神戸市とも）。
福岡ダイエーホークス球団本部長・球団代表、千葉ロッテマリーンズ球団代表・球団社長、オリックス・バファローズ執行役員球団本部長、千葉商科大学客員教授などを歴任した。

## 来歴
大阪市立大学商学部卒業後の1977年、ダイエーに入社した。食肉部門など経験後、ダイエーのプロ野球球団準備部門として新設された神戸本店室課長に就任した。

### 福岡ダイエー時代
1987年、瀬戸山は鈴木達郎専務と共にダイエー中内㓛社長に呼ばれ、南海ホークス買収の調査を命じられた。中内は南海ホークスを買収してダイエーのお膝元である神戸の新球場グリーンスタジアム神戸（1988年3月開場）を本拠地にすることを熱望していたが、鈴木と瀬戸山は、阪神人気の高い神戸では経営が難しいと躊躇していた。そんな中、アジア太平洋博覧会（よかトピア）終了後の跡地利用が決まっていなかった福岡市からの誘致が持ち掛けられ、瀬戸山は中内を説得して九州移転の了承を取り付けた。
1988年、ダイエーはプロ野球球団買収の方針を決め、神戸本店室の鵜木洋二室長らとともに水面下で準備を開始し、鵜木の主導で同時期に福岡市でプロ野球誘致を進めていた「市民球団誘致市民会議」と接触を行い、南海電気鉄道からのホークス球団買収、福岡市での球団経営が決定し、瀬戸山は球団総務課長として球団に出向する。
福岡におけるホークス球団の運営は南海時代より観客動員は増えたものの、スモールマーケットゆえの球団経営は予想以上の難しさがあり、他球団と比べて高額となる遠征費用や宣伝・広告費、球団の所有によるダイエー本体への波及効果などが早くも課題となり、弱体化したチームも相まって苦戦を強いられた。1993年オフ、坂井保之球団代表の退団に伴い球団代表に昇格し、編成面の統括職を行った。スモールマーケットである福岡に本拠を置くダイエーホークスの限界を認識し、現実的な球団運営に終始した。また、ファンや選手とは距離を置き、特に選手との契約交渉においては冷徹であることでも知られ「瀬戸際代表」という渾名で恐れられていた。1996年より新設された「球団本部長」に就任した。
1997年のプロ野球脱税事件発覚では、ダイエーからも小久保裕紀を始め数人が関与していることが発覚し、瀬戸山は管理責任を取らされる形で「解雇」処分となり、一時的にダイエーフロントを後にした。1999年に根本陸夫球団社長がシーズン途中に死去したことから、球団代表としてフロントに復帰したが、リクルートから出向して球団社長に就任していた高塚猛と球団運営の方針を巡って対立したこともあり、2003年に退団、同時にダイエー本社も退社した。

### 千葉ロッテ時代
2004年、千葉ロッテマリーンズの球団代表に就任。ホークス時代の経験を活かした経営手法は、観客動員の伸び悩むロッテで有効に働き、2005年における31年ぶりの日本一の一翼を担った。2006年から退任時まで球団社長も兼任した。
就任当初から間もなくは選手会との確執が生じていたものの、ボビー・バレンタインの仲裁もあって選手会との関係は改善された一方で、バレンタインとは徐々に関係が悪化し、バレンタインが2009年の退任から間もなくして週刊朝日からのインタビュー記事にて瀬戸山や球団フロント関係者を批判する発言を行い、古賀英彦（元2軍監督で当時スコアラー）も情報収集の妨害などチーム成績を低迷させる裏工作が行われていたと主張した。
瀬戸山は、バレンタインとの確執が事実であることを認めつつも、バレンタインの年俸や専属スタッフなどのコストが高額であったことから球団の経営状態が逼迫するようになっていた状況に加えて、バレンタインが球団のゼネラルマネージャーを自負して球団運営やチーム編成のことで口を出したり、フロントに事前の連絡や相談もせずに選手獲得に動いたりするなどの越権行為や独断行為を繰り返すようになったことが関係悪化の原因として挙げており、これらの問題行為を懸念したオーナーの重光武雄の意向で「これ以上の続投は球団経営に支障が出る」として2009年いっぱいでの契約不更新が決まったとしている。
このバレンタインとの契約を巡るトラブルがきっかけとなり、バレンタインとの契約延長を求め、瀬戸山などのフロント幹部を糾弾する活動がネット上や試合前後の球場周辺などで一部の球団ファンによって展開された。これらの抗議活動は、やがて瀬戸山たちに対して「全員死刑」・「死ね」などと誹謗中傷する過激な文言が書かれた横断幕やゲートフラッグが試合中に掲げられる事態にまでエスカレートしていき、9月26日に千葉マリンスタジアムで行われた対オリックス戦でのヒーローインタビューの際に、西岡剛がこれらの横断幕を掲げたファンたちに「今日も多くの子供たちが選手1人1人のプレーを見て夢を描いたり、スタンドの歓声を聞いて大人になったらこういう所でプレーをしたいと思って試合を見に来ていると思います。その子たちの夢を崩さないでください」、「本当にロッテを愛してるのであれば、明日から横断幕を下げて、また応援よろしくお願いします」と呼びかけるまでに至った。なお、瀬戸山は試合後西岡当人から「瀬戸山さんの為に言ったんちゃいますからね。自分が正しいと思ったから言ったんで」と言われたことを回想している。
これらの騒動が遠因となって、2年連続Bクラスの5位に低迷し、2009年は観客動員が昨年度より8.5%減少した。2011年は一転してチームの成績低迷による観客動員数の減少等、東日本大震災よる売り上げが低迷、チームの成績も13年ぶりのリーグ最下位と不本意な結果に終わり、その責任を取る形でシーズン中の同年9月18日に辞任を発表した。辞任後は1年契約で非常勤顧問に就任したほか、2011年11月3日千葉商科大学客員教授に就任。

### オリックス時代
2012年11月、オリックス・バファローズ執行役員球団本部長補佐に就任し、翌2013年11月には球団本部長に昇格した。
2014年は6年ぶりの2位になり、同年オフには中島裕之、小谷野栄一、トニー・ブランコ、ブライアン・バリントンを大型補強をしたが、2015年は5位と低迷した。2016年はロッテ時代コーチ・監督だった西村徳文（監督の福良淳一とも同郷で現役時代から親交が深い）をヘッドコーチ、瀬戸山のダイエー・ロッテ時代にコーチとして在籍した高橋慶彦を打撃コーチとして招聘したが、開幕から低迷し、一時打線も開幕から2リーグ制となってからワーストとなるチームとして開幕から13試合連続無本塁打、前半戦終わって25ゲーム差離され最下位に低迷。最終的に順位は4年ぶりのリーグ最下位、チーム防御率リーグ最下位、チーム打率・得点が同最下位、本塁打同5位に終わり、同年10月25日にオリックスの球団本部長から退任し、顧問に就任。2017年は4位で3年連続Bクラス、10月31日に退任。

## エピソード

### 球界再編問題
ロッテの球団代表時代の2004年に発生した球界再編問題で、瀬戸山はプロ野球実行委員会ワーキンググループ選手関係委員長を務めた。瀬戸山は世論が選手会側の主張を支持するのとは対照的に、オーナー側の立場をぎりぎりまで主張し、冷徹な交渉に徹した。
その交渉姿勢ゆえに、9月9日の団体交渉終了後、当時日本プロ野球選手会の会長であった古田敦也に握手を求めたところ、古田は苦々しい表情で握手を拒否する一幕があった。この一幕は小学生に真似されるほど有名になった。コミッショナーの根來泰周が選手会のスト権行使を明確に「違法」と断じたこともあり、瀬戸山は経営陣側に立つ悪役として認知され、自宅や球団事務所に脅迫状が届くほどであった。9月18日・19日にプロ野球選手会は初のストライキに突入。世論の盛り上がりと古田ら選手会の尽力もあって9月23日に交渉は事実上妥結した。
翌日、宮城県をフランチャイズ（地域保護権）とする新球団の加盟申請が行われ、11月2日のプロ野球オーナー会議を経て東北楽天ゴールデンイーグルスの参入が正式に承認され、現在に至っている。